# Marquesat del Verger
El Marquesat del Verger és un títol nobiliari espanyol creat el 8 d'agost de 1708 per l'arxiduc Carles d'Àustria a favor de Tomàs Burgues Safortesa i d'Olesa, regidor perpetu de Palma. Fou concedit sobre les seves propietats al Verger de Vinagrella (Llubí), que la família havia heretat d'una branca dels Olesa dits Olesa de Vinagrella, motiu pel qual també s'anomena Marquesat del Verger de Vinagrella. Tomàs Burgues Safortesa morí el 1713 i el seu fill Tomàs Quint Safortesa i Dameto l'heretà. Però després de la derrota austriacista el 1715 i l'ascens al tron de Felip V el títol fou suspès. Més tard, el 18 de juny de 1725, va ser ratificat en el Congrés de Viena, però no passà als seus hereus i descendents.
El títol va ser rehabilitat el 1911 a favor de Luis Zaforteza Villalonga com a segon titular. Es va obviar, d'aquesta manera, a Tomàs Quint Safortesa i Dameto, fill del primer titular, que en el seu moment va fer servir aquest títol com a segon marquès del Verger. El títol s'ha mantengut sempre dins la casa de Safortesa.

## Marquesos del Verger
Aquesta és la llista dels marquesos del Verger.
|                                        | Titular                                | Parentiu                               | Període                                |
| Creació per l'arxiduc Carles d'Àustria | Creació per l'arxiduc Carles d'Àustria | Creació per l'arxiduc Carles d'Àustria | Creació per l'arxiduc Carles d'Àustria |
| -------------------------------------- | -------------------------------------- | -------------------------------------- | -------------------------------------- |
| I                                      | Tomàs Burgues Safortesa i d'Olesa      |                                        | 1708-1713                              |
| II                                     | Tomàs Quint Safortesa i Dameto         | Fill de l'anterior                     | 1713-1753                              |
| Rehabilitació per Alfons XIII          |                                        |                                        |                                        |
| II                                     | Luis Zaforteza Villalonga              | Rebesnét de l'anterior                 | 1911-1955                              |
| III                                    | Josep Marià Zaforteza i Sureda         | Fill de l'anterior                     | 1958-1991                              |
| IV                                     | Lluís Zaforteza i Vilallonga           | Fill de l'anterior                     | 1991-                                  |